# Univerza v Kielu
Univerza v Kielu (nemško Christian-Albrechts-Universität zu Kiel) je  univerza v Kielu v Nemčiji, ki je bila ustanovljena leta 1665 kot Academia Holsatorum Chiloniensis. Poimenovana je po ustanovitelju, vojvodi Christianu Albrechtu.
Trenutno ima okoli 23.000 študentov.

## Članice
- Teološka fakulteta v Kielu (Theologische Fakultät; ustanovljena 1665)
- Pravna fakulteta v Kielu (Rechtswissenschaftliche Fakultät; ustanovljena 1665)
- Fakulteta za ekonomske in družbene vede v Kielu (Wirtschafts- und Sozialwissenschaftliche Fakultät; ustanovljena 1963)
- Medicinska fakulteta v Kielu (Medizinische Fakultät; ustanovljena 1665)
- Filozofska fakulteta v Kielu (Philosophische Fakultät; ustanovljena 1665)
- Fakulteta za matematiko in naravoslovje v Kielu (Mathematisch-Naturwissenschaftliche Fakultät; ustanovljena 1964)
- Fakulteta za agronomijo in vede o zemlji v Kielu (Agrar- und Ernährungswissenschaftliche Fakultät; ustanovljena 1946)
- Tehniška fakulteta v Kielu (Technische Fakultät; ustanovljena 1989)